# Anastasia (helgon)
Anastasia var en romersk kvinna som led martyrdöden i Sirmium i Dalmatien cirka år 304. Hon vördas som helgon inom Romersk-katolska kyrkan med festdag den 25 december i väst och den 22 december i öst. Hon har vördats i Rom sedan 400-talet och nämns i den romerska kanon. Hennes reliker fördes senare till Konstantinopel. I Rom fanns en kyrka i närheten av Circus Maximus med namnet Titulus Anastasiae. Eventuellt skrevs hennes Acta för att stilla folks nyfikenhet om ursprunget till kyrkans namn.

## Biografi
Enligt legenden växte Anastasia upp som dotter i en rik familj. Hennes far hette Pretextatus och hennes mor Fausta. Mot sin vilja blev hon bortgift till Publius, som saknade både hedniska och kristna dygder. Varje kväll begav sig Anastasia, klädd som en fattig kvinna, ut för att besöka andra kristna som satt fängslade för sin tro. När hennes make fick kännedom om detta, blev han rasande och spärrade in henne och lät henne svälta. Anastasia lyckades få ut brev till sin andlige fader Chrysogonus, som satt i fängelse. Efter tre månader dog Publius under ett skeppsbrott. När Anastasia kunde besöka sina kristna vänner igen, hade kejsar Diokletianus låtit avrätta dem allihop. Anastasia flydde sedan till Nicaea till den fromma Theodota, men till slut avrättades såväl Anastasia som Theodota och dennas barn.
Anastasia är skyddspatron för martyrer, vävare och änkor.